# La Granada de Río-Tinto
La Granada de Río-Tinto è un comune spagnolo di 214 abitanti situato nella comunità autonoma dell'Andalusia, provincia di Huelva, comarca di Cuenca Minera.